# Agave potatorum
Agave potatorum là một loài thực vật có hoa trong họ Măng tây. Loài này được Zucc. mô tả khoa học đầu tiên năm 1832.

## Hình ảnh

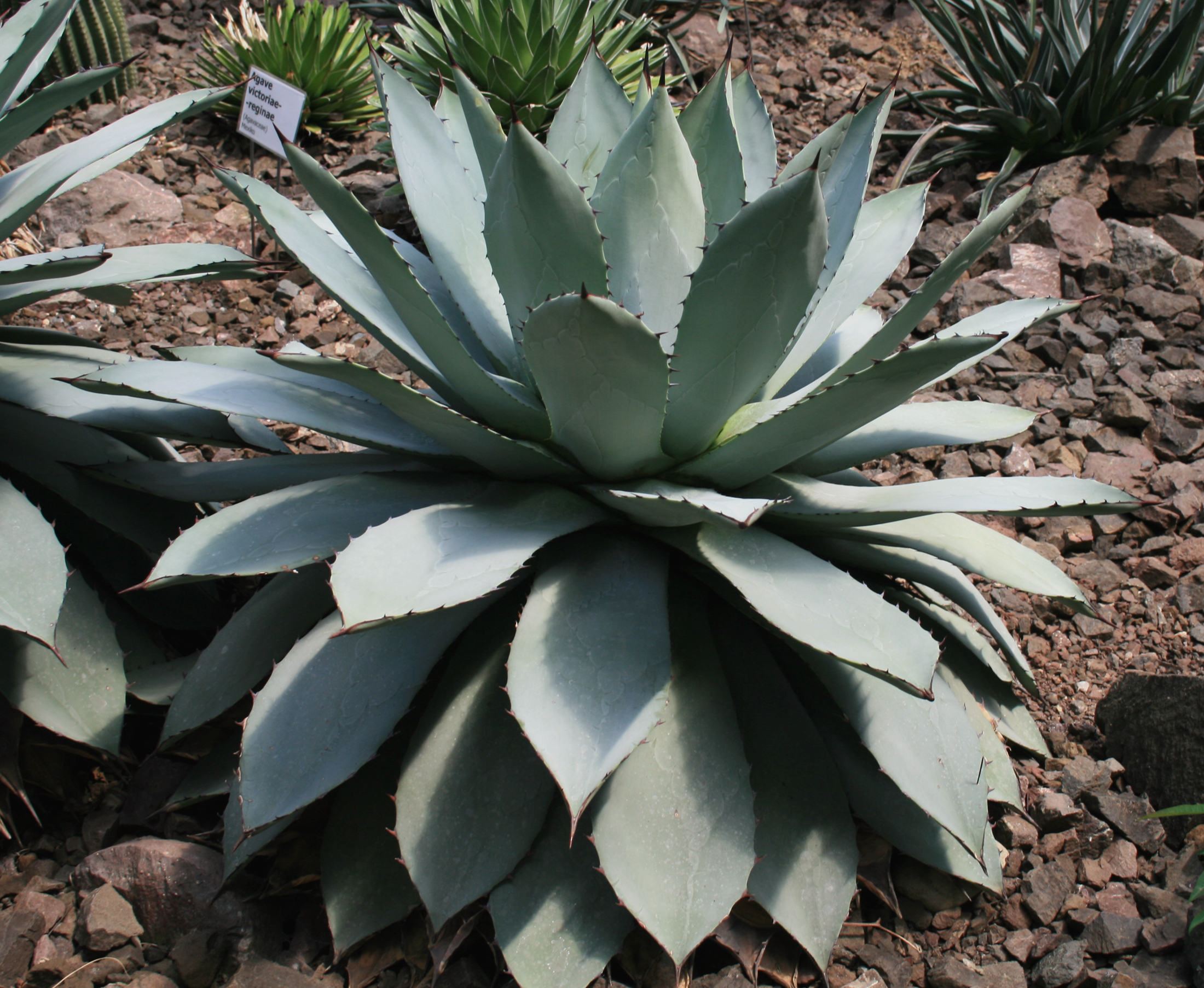
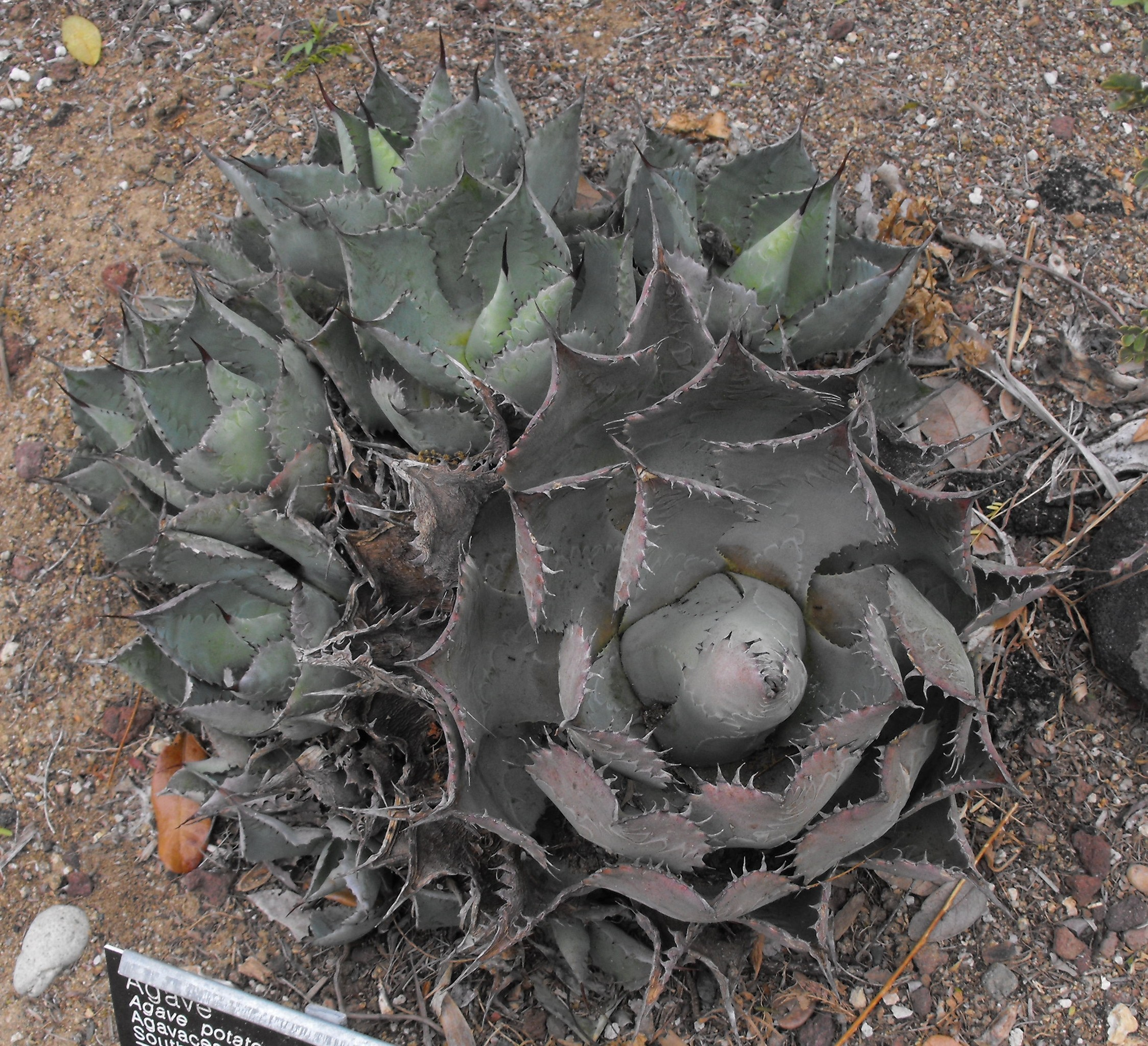
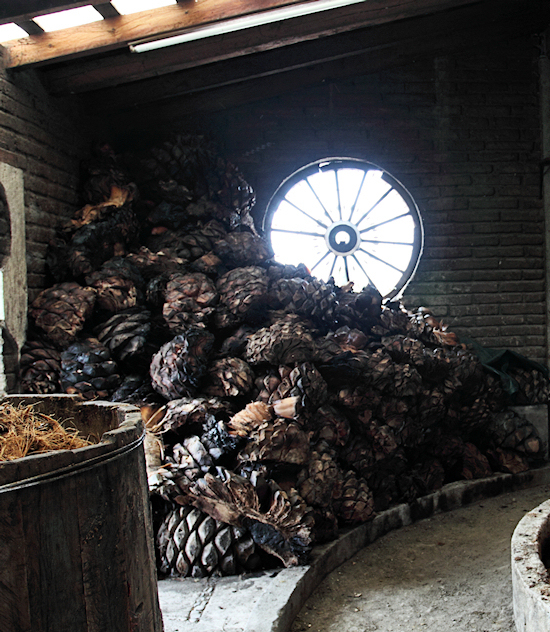
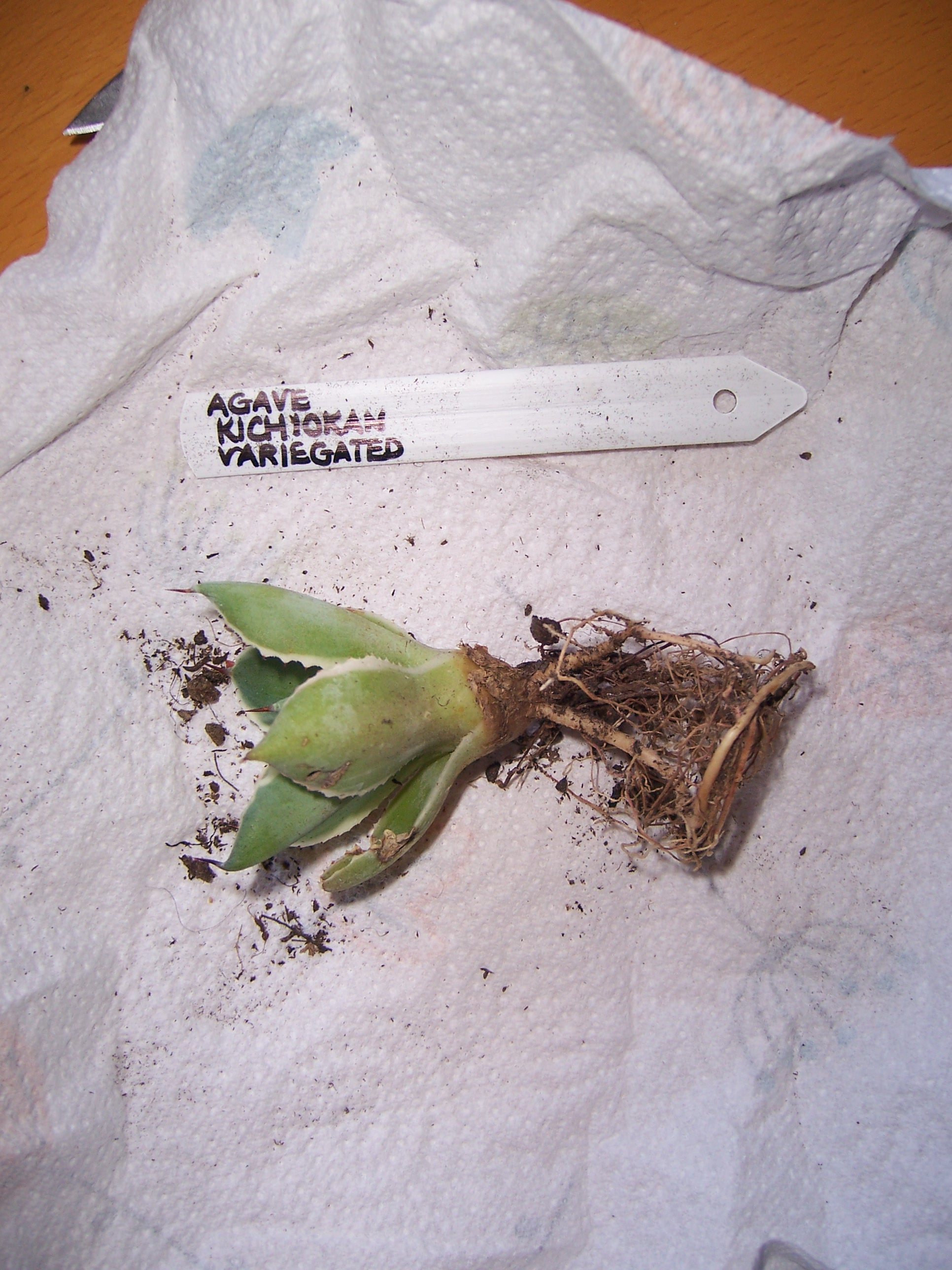